# Crematorio
Crematorio és una sèrie de televisió espanyola dirigida i escrita per Jorge Sánchez-Cabezudo, protagonitzada per Pepe Sancho i produïda per Canal+ 1. És una adaptació de la novel·la homònima de Rafael Chirbes.

## Argument
La web oficial de la sèrie de televisió dona la següent sinopsi:
| « | Crematori és la història dels Bertomeu, una família que ha aconseguit pastar una gran fortuna al llarg de diverses generacions. Rubén Bertomeu va deixar enrere els negocis agrícoles per a crear un entramat empresarial que li ha convertit en l'home més ric i poderós de Misent. Únicament en l'entorn familiar Rubén Bertomeu troba oposició a la seva manera d'entendre el progrés. | » |

## Personatges
- Rubén Bertomeu és un constructor que està realitzant un complex anomenat Costa Blava, amb una grandària de 500 hectàreas i amb 3 quilòmetres de costa. Ha guanyat molts diners en els últims anys, encara que fora dels límits de la legalitat. En paraules de l'actor que li interpreta, José Sancho, Bertomeu "no juga a ser un personatge popular, juga a acaparar el que es posi a l'abast de la mà. L'única cosa que persegueix és fer-se amo de tot. És algú que pensa que el futur d'aquesta zona és a les seves mans, i intenta transformar-lo per al seu benestar i el dels seus. Donarà treball a molta gent i pel camí alguns s'emportaran la seva part. Per descomptat, ell s'emportarà la major. No estic dient que sigui un sant, sinó que és un de punts. La seva família està desarrelada. I ell és el culpable. Sap que per perseguir els seus grans assoliments s'ha oblidat de la família: de la seva mare, de la qual era la seva dona, de la seva núvia, de la seva filla i de la seva neta. Precisament amb la seva neta intenta recuperar el temps perdut, però Rubén ja té edat suficient per a saber que no es recupera una família que mai has tingut del tot. Sap que és culpa seva".[1]
- Silvia Bertomeu és la filla de Rubén, qui ha viscut allunyada dels treballs bruts del seu pare i exerceix com a propietària d'una galeria d'art. Està interpretada per Alicia Borrachero, qui afirma sobre ella que és "una dona sense màscara. Sense maquillatge, tant en la seva manera de parlar com en la seva manera de sentir, en la seva essència. És autèntica. És una dona enganxada al pare, amb molt d'amor per ell i al mateix temps, molt enutjada amb ell".[1]
- Mónica és la núvia de Rubén, una jove de 29 anys que té un físic espectacular que l'usa per a aconseguir el que vol. Està interpretada per Juana Acosta qui afirma sobre ella que és "ambició, fragilitat i cor".[1]
- Miriam és la filla de Silvia, una jove de 18 anys que té recel cap als seus pares i que viu en Londres, on estudia en una prestigiosa universitat a compte del seu avi Rubén. És impulsiva. Està interpretada per Aura Garrido qui afirma sobre ella que és "calculadora. És vividora, però és molt emocional també. Com van fer la seva mare i el seu avi, pretén ser tot el contrari als seus progenitors i no obstant això, acaba sent igual que ells".[1]
- Teresa és la mare de Rubén, una dona que pensa que el canvi no és el progrés. Se sentia més arrelada al seu fill Matías, recentment mort, que a l'empresari. Està interpretada per Montserrat Carulla, qui afirma sobre ella que és una dona ambiciosa. Molt convençuda de la seva posició social, per sobre de la majoria. La vida ha estat dura amb ella, però ella és molt dura amb els quals li envolten".[1]
- Zarrategui és l'advocat de la família Bertomeu, tenint infiltrats tant en el cos de policia com en altres organismes públics perquè l'imperi no s'ensorri. Està interpretat per Pau Durà, qui afirma sobre ell que és "un advocat eficaç i congruent amb els seus objectius, polit, parc i una mica misteriós".[1]
- Sarcós és el fa el treball brut de Rubén, però, amb la intenció de complaure al seu cap, comet errors que perjudiquen la família. Està interpretat per Vicente Romero qui afirma sobre ell que "no és una persona capaç de tenir un pensament independent. Viu per i per al seu cap. Té instint caní".[1]
- Collado va ser la mà dreta de Rubén en el passat, ara treballa com a petit empresari pel seu compte i comença a tenir problemes amb el seu anterior cap. Està interpretat per Pep Tosar, qui afirma sobre ell que és "un personatge passional, elemental i d'una capacitat reflexiva limitada".[1]
- Traian és un rus que ha fet diners amb els negocis de Rubén i que no vol que els familiars facin que els pròxims puguin sortir malament. Està interpretat per Vlad Ivanov, qui afirma sobre ell que és "un personatge molt, molt fort. M'encanta interpretar-li perquè té força i és brillant. És molt intel·ligent i crec que també és encantador".[1]

## Recepció

### Crítica
La sèrie és valorada com una de les millors sèries de la història de la televisió espanyola.
Manuel Cuesta al Diario Información va qualificar com a impressionant la interpretació de Pepe Sancho i va afirmar que va donar credibilitat i lluentor, aconseguint amb aquest paper el seu zenit artístic.

### Audiència
La sèrie va començar emetent-se en Canal+ on va collir durant el 2011 una mitjana de 33.000 espectadors i un 0,2% de quota de pantalla, sent el quart espai més vist en aquest canal de l'any. Després del premi a Passió de Crítics potser de l'any en el FeSTval de Vitòria, la cadena La Sexta es va fer amb els drets d'emissió de la sèrie, estrenant-se en obert en aquesta cadena el 30 de gener de 2012. En les seves emissions originals la sèrie va obtenir una quota de pantalla de 5,7% atraient a més d'un milió d'espectadors.
| # | Títol                          | Director(s)            | Guionista(s)                                    | Data d'estrena a Canal+ (dalt) Data d'estrena a la Sexta (sota) | Audiència                                       |
| - | ------------------------------ | ---------------------- | ----------------------------------------------- | --------------------------------------------------------------- | ----------------------------------------------- |
| 1 | «Toda la paz del mediterráneo» | Jorge Sánchez-Cabezudo | Jorge Sánchez Cabezudo Alberto Sánchez Cabezudo | 7 de març de 2011 30 de gener de 2012                           | 1.628.000 espectadors 7,8% de quota de pantalla |
| 2 | «El barranco»                  | Jorge Sánchez-Cabezudo | Jorge Sánchez Cabezudo Alberto Sánchez Cabezudo | 14 de març de 2011 31 de gener de 2012                          | 1.327.000 espectadors 8,3% de quota de pantalla |
| 3 | «Cambio de pareja»             | Jorge Sánchez-Cabezudo | Jorge Sánchez Cabezudo Agustín Martínez         | 21 de març de 2011 6 de febrer de 2012                          | 1.043.000 espectadors 5,1% de quota de pantalla |
| 4 | «La oveja negra»               | Jorge Sánchez-Cabezudo | Jorge Sánchez Cabezudo Alberto Sánchez Cabezudo | 28 de març de 2011 6 de febrer de 2012                          | 869.000 espectadors 5,6% de quota de pantalla   |
| 5 | «Día de pesca»                 | Jorge Sánchez-Cabezudo | Jorge Sánchez Cabezudo Alberto Sánchez Cabezudo | 4 d'abril de 2011 13 de febrer de 2012                          | 992.000 espectadors 4,8% de quota de pantalla   |
| 6 | «Manhattan»                    | Jorge Sánchez-Cabezudo | Jorge Sánchez Cabezudo Alberto Sánchez Cabezudo | 11 d'abril de 2011 13 de febrer de 2012                         | 815.000 espectadors 5,0% de quota de pantalla   |
| 7 | «El General»                   | Jorge Sánchez-Cabezudo | Jorge Sánchez Cabezudo Alberto Sánchez Cabezudo | 18 d'abril de 2011 20 de febrer de 2012                         | 902.000 espectadors 4,5% de quota de pantalla   |
| 8 | «No dejamos nada»              | Jorge Sánchez-Cabezudo | Jorge Sánchez Cabezudo Alberto Sánchez Cabezudo | 25 d'abril de 2011 20 de febrer de 2012                         | 711.000 espectadors 4,6% de quota de pantalla   |

### Autor de l'obra
Rafael Chirbes, autor de la novel·la en què es basa la sèrie, va dir sobre ella que "la sèrie, sí, bé, perquè és una altra cosa... Han agafat la novel·la i han fet la seva lectura, això... És que Crematorio, la novel·la, fuig de la trama, fuig del policíac, fuig del misteri, se sosté en el pur llenguatge, pretén ser una catarsi a partir del llenguatge, és a dir que seria un exercici gairebé jesuític, diríem, loyolesc, que el lector s'enfronti a tota una sèrie de coses que intueix que estan dins d'ell i no vol veure. I la sèrie, perquè és una altra cosa. La televisió necessita tensió i intriga, són llenguatges i coses diferents".".

## Premis i nominacions (5 & 1)
- Premis Ondas

| Any  | Categoria              | Resultat   |
| ---- | ---------------------- | ---------- |
| 2011 | Millor sèrie espanyola | Guanyadora |

- Festival de Televisión y Radio de Vitoria

| Any  | Categoria                                         | Resultat   |
| ---- | ------------------------------------------------- | ---------- |
| 2011 | Premi 'Pasión de Críticos' com "Lo mejor del año" | Guanyadora |

- Premis de la Unión de Actores

| Any  | Categoria                    | Premiat           | Resultat   |
| ---- | ---------------------------- | ----------------- | ---------- |
| 2011 | Millor actriu protagonista   | Alicia Borrachero | Guanyadora |
| 2011 | Millor actriu secundarià     | Juana Acosta      | Guanyadora |
| 2011 | Millor actriu de repartiment | Chusa Barbero     | Guanyadora |

- Premis Iris de L'Acadèmia de la Televisió

| Any  | Categoria              | Premiat           | Resultat |
| ---- | ---------------------- | ----------------- | -------- |
| 2011 | Millor actriu de sèrie | Alicia Borrachero | Nominada |

## Emissió en altres països
En 2012 va ser estrenada a través del canal Max al Brasil. En 2013 va ser emesa a través del canal de pagament Sky a Alemanya. També va ser distribuïda en altres països per HBO Latin America. También fue distribuida en otros países por HBO Latin America.